# Уотсон, Джон Бродес
Джон Бро́дес Уо́тсон (редк. Джон Броадус Уотсон, англ. John Broadus Watson; 9 января 1878 — 25 сентября 1958) — американский психолог, основатель бихевиоризма (от англ. behavior — поведение) — одной из самых распространённых теорий в западной психологии XX века.

## Биография
Джон Бродес Уотсон родился 9 января 1878 года. Эмма и Пайкенс Уотсон — родители Джона — жили в Южной Каролине, в небольшом городке Тревелерс Рест. Мать была очень религиозна, поэтому жизнь мальчика была полна ограничений и запретов. Сам Пайкенс предпочитал довольно разгульную жизнь, скандалы на этой почве привели к уходу отца из семьи в 1891 году, когда мальчику было 13 лет. Джон был привязан к отцу, поэтому тяжело переживал разлуку и до конца жизни не смог простить ему это.
Джон Уотсон вырос в Гринвилле (Южная Каролина) и получил диплом магистра в расположенном там же Университете Фурмана. По совету одного из своих преподавателей он поступил затем в Чикагский университет с целью изучать философию под руководством Джона Дьюи. Однако, по его собственным словам, он не понимал, о чём вообще говорит Дьюи, и вскоре предпочёл сменить научного руководителя, обратившись к психологу Джеймсу Энджеллу и физиологу Генри Дональдсону. Он собирался работать вместе с Жаком Лёбом над исследованием мозга собак. Совместное влияние этих учёных привело его затем к формированию строгого, объективного подхода к исследованию поведения.
Его докторская диссертация, защищённая в Чикагском университете в 1903 году («Обучение животных: Экспериментальное исследование физического развития белой крысы, сопряжённого с ростом нервной системы») была первой современной книгой по поведению крыс.
24 февраля 1913 года Джон Уотсон прочитал в Нью-Йорке знаменитую лекцию (манифест) — «Психология с точки зрения бихевиориста». Со времени бихевиоризма психология стала бурно развиваться, как экспериментальная наука. Уотсон вообще отрицал сознание как предмет научного исследования, сводя психические явления к различным формам поведения, понимаемого как совокупность реакций организма на стимулы из внешней среды. Цель психологического изучения — предсказать, какова будет реакция, и определить природу действующего стимула. Возможности для реакции очень обширны. Уотсон выделяет 4 крупных класса реакций:
1. видимые (экспрецит) — отпирание двери, игра на скрипке.
2. скрытые (привычные реакции (имплицит)) — мышление, которое мы считаем внутренним разговором.
3. видимые наследственные реакции — инстинктивные и эмоциональные реакции (чихание и т. д.)
4. скрытые наследственные реакции — система внутренней секреции (физиология).

С точки зрения бихевиоризма психология есть чисто объективная отрасль естественной науки. Её цель — предсказание поведения и контроль за ним.
Влияние бихевиоризма возрастало настолько стремительно, что Уотсон был избран президентом Американской психологической ассоциации в 1915 году.
В 1920 году Уотсон был вынужден покинуть место в университете Джонса Хопкинса из-за скандала, связанного с его разводом и романом с аспиранткой Розали Рейнер (соавтора работы по обусловливанию эмоций у 11-месячного мальчика, вошедшей в историю психологии как случай «маленького Альберта»). Позднее он женился на Рейнер. Ни один университет не соглашается принять его на работу. Он переезжает в Нью-Йорк, где получает работу в рекламной индустрии, в компании Дж. Уолтера Томпсона, одновременно читая лекции в Новой школе социальных исследований.